# Go Tell It on the Mountain
Go Tell It on the Mountain (sinngemäß: Geh, ruf es vom Berg) ist ein afroamerikanisches Spiritual. Wegen des Refrains, der im Text auf die Geburt Jesu Bezug nimmt, wird es als Weihnachtslied angesehen.

## Herkunft
Die Entstehung des Liedes wird auf die Zeit des Endes der Sezessionskriege 1865 datiert; ursprünglicher Komponist und Textdichter sind unbekannt. Schriftlich erfasst wurde es erstmals vom afroamerikanischen Liedersammler und Chordirigenten John Wesley Work. Work waren lediglich Melodie und Refrain bekannt, die Strophen hingegen variierten. Daher soll er dem Lied zwei Strophen hinzugefügt haben. Bereits in den 1880er Jahren wurde die von Work niedergeschriebene Version von seinem Chor, den Fisk Jubilee Singers öffentlich aufgeführt. 1909 wurde sie erstmals in der vom Hampton Normal and Agricultural Institute zusammengestellten Neuausgabe der Liedersammlung Religious Folk Songs of the Negro as Sung on the Plantations veröffentlicht. Die heute bekannte Fassung des Liedes wurde von Works Sohn John Work III. arrangiert und 1940 in American Negro Songs and Spirituals veröffentlicht.

## Interpretationen
Das Lied wurde von zahlreichen Künstlern aufgenommen. Die wohl bekannteste Version stammt von Peter, Paul and Mary, die 1964 unter dem Titel Tell It on the Mountain und stark verändertem Text (einer Mischfassung mit dem Spiritual Go Down Moses) jeweils Platz 33 in den Billboard Hot 100 und den britischen Charts erreichte. Eine weitere bekannte Version stammt von Frank Sinatra im Duett mit Bing Crosby, ebenfalls aus dem Jahr 1964. Das Folk-Rock-Duo Simon & Garfunkel veröffentlichte das Stück im selben Jahr auf seinem ersten Album Wednesday Morning, 3 A.M.

## Rezeption in deutschsprachigen kirchlichen Gesangbüchern
Auf die Melodie des Spirituals verfasste Pfarrer Friedrich Walz 1964 für den dritten Wettbewerb der Evangelischen Akademie Tutzing das Neue Geistliche Lied Komm, sag es allen weiter! Es wurde unter der Nummer EG 225 in das Evangelische Gesangbuch von 1993 aufgenommen.
Dem Refrain „Komm, sag es allen weiter, ruf es in jedes Haus hinein! Komm, sag es allen weiter: Gott selber lädt uns ein!“ sind drei Strophen hinzugefügt, in denen um die Anrufung (Str. 1, orientiert an Mt 11,28), das Versprechen (Str. 2, in Bezug auf Mt 28,20 bzw. Mt 26,26) und die Mahlgemeinschaft mit Christus (Str. 3, Eph 6,20) geht. Mit dem Text des englischen Spirituals verbindet dieses Neue Geistliche Lied am Ende des Refrains die Aufforderung zum Weitersagen, die im Lied von Walz jedoch nicht wie im englischsprachigen Original auf die Geburt Jesu Christi, sondern auf die Einladung Gottes zum Abendmahl bezogen ist.
Auf Walz’ ursprüngliche 4. Strophe (Herr, deinen Ruf verachten, das wäre unser Tod. Drum hilf, dass wir beachten dein großes Angebot.) verzichtet das EG.
Das Lied „Komm sag es allen weiter“ ist auch im Gesangbuch der Evangelisch-reformierten Kirchen der deutschsprachigen Schweiz enthalten (RG 323). Dort steht außerdem als RG 431 das englische Spiritual in einer dreistrophigen Fassung (1. When I was a seeker 2. 'twas in a lowly manger 3. He made me a watchman); beigegeben ist eine nicht auf die Melodie singbare Übersetzung.
Mittlerweile ist das Lied in 57 deutschsprachigen Kirchenliederbüchern enthalten. Es gilt als „Kernlied“ des EG, das wohl insbesondere von Kindern und Jugendlichen gern gesungen wird.

## Refrain
| Englischsprachige Originalfassung Go, tell it on the mountain, Over the hills and everywhere. Go, tell it on the mountain, That Jesus Christ is born. | Sinngemäße deutsche Übersetzung Geh, ruf es vom Berg, Über die Hügel und weit hinaus. Geh, ruf es vom Berg, Dass Jesus Christus geboren ist. |